# 대지면적
대지면적(垈地面積)은 건축용어로 집을 지을 땅의 수평면상 넓이를 말한다.

## 대한민국 법률상 정의
대한민국 건축법시행령 제119조에 따라 대지면적은 대지의 수평투영면적으로 하고 다음 면적은 제외한다.
1. 대지에 건축선이 정하여진 경우 : 그 건축선과 도로 사이의 대지면적
2. 대지에 도시계획시설인 도로·공원 등이 있는 경우 : 그 도시계획시설에 포함되는 대지면적

## 같이 보기
- 대지
- 연면적
- 용적률
- 건폐율